# Dumitru Georgescu-Kiriac
Dumitru Kiriac-Georgescu (6 martie 1866, București - 8 ianuarie 1928, Viena), a fost un compozitor, profesor, dirijor de cor și folclorist român.

## Biografie
Studiază mai întâi la Conservatorul din București (1880-1885), apoi la Conservatorul de la Paris, unde îi are ca profesori pe E. Pessard (armonie), Theodore Dubois (contrapunct), Charles-Marie Widor (compoziție) și, în sfârșit , la Schola cantorum din Paris (1892-1897), cu Vincent d'Indy (compoziție). A fost licențiat al Facultății de drept din București.
Activitatea sa de dirijor de cor începe la Capela română din Paris (1894-1899). După reîntoarcerea în țară, Dumitru Georgescu-Kiriac, pune bazele Societății corale "Carmen" (1901-1928), al cărei dirijor va fi timp de aproape trei decenii, în același timp dirijând corul bisericii Sf. Spiridon-Nou și ansamblu coral la Conservatorul bucureștean (1900-1928). A fost membru fondator al Societății Compozitorilor Români (1920), activând în favoarea înființării arhivei de folclor a societății.
Orientarea muzicii corale și vocale a lui D.G. Kiriac este legată de valorificarea folclorului și a trăsăturilor modale ale acestuia. Autorul adoptă cu precădere genul miniaturii corale, multe dintre coruri recurgând chiar la melodia folclorică autentică. Prelucrările sale se disting prin rafinamentul melodic și prin păstrarea formulelor modale, care le conferă originalitatea filonul cântărilor bizantine, drumul valorificării vechilor melodii psaltice, epurate de ornamentică:
- Am umblat pădurile
- Codrule, codruțule
- Morarul
- Hai, hai murgule, hai
- Cântările Liturghiei pentru copii și popor, 1926
- Liturghia psaltică, 1902
- Îngerul a strigat, 1902
- Axionul Învierii, 1902
- Românașul

A descoperit și popularizat în întreaga țară valorosul colind tradițional romȃnesc „O, ce veste minunată!“. 

## Corala BărbăteascăD. G. Kiriacdin Pitești
Inființarea Coralei Bărbătești „D. G. Kiriac”
Corala Bărbătească „D.G. Kiriac“ a fost înființată pe 9.XI.1955, de Societatea cultural-artistică a Palatului Culturii din Pitești, societate care avea statut propriu și desfășura o activitate permanentă, fiind coordonată de membrii săi fondatori: Silvestru Voinescu-președinte și Emanoil Popescu-dirijor.
Inițial a funcționat sub denumirea de Corul Palatului Culturii din Pitești (cor mixt), din componența căruia făceau parte: 27 de soprane, 21 de altiste, 25 de tenori și 27 de bași.
În anul 1967, din Corul Palatului Culturii din Pitești s-au desprins: un cor de cameră și un cor bărbătesc, care, ulterior în 1972, a luat denumirea de Corala Bărbătească „D.G. Kiriac“.  

Instituția sub egida căreia și-a desfășurat activitatea
Până în 1995, corala și-a desfășutat activitatea în cadrul Palatului Culturii din Pitești, sub bagheta dirijorului și compozitorului- Emanoil Popescu.
În urma reorganizării instituționale, din 1995, Corala Bărbătească „D.G. Kiriac“ își continuă activitatea în Casa de Cultură a Sindicatelor din Pitești.   
Activitatea Coralei Bărbătești „D. G. Kiriac”
A. Corala, sub conducerea dirijorului Emanoil Popescu
Încă din 1955, de la înființarea ei și până în 1999, Corala Bărbătească „D.G. Kiriac“ a fost condusă și dirijată de Emanoil Popescu (dirijor, compozitor și profesor de muzică).
Absolvent al Conservatorului Ciprian Porumbescu din București (1947-1952), unde i-a avut profesori pe reputații Ioan D. Chirescu, Marțian Negrea și pe Theodor Rogalski, Emanoil Popescu a fost profesor de muzică în Pitești (1952-1989), dirijor de al Corului mixt al Palatului Culturii din Pitești (1955-1967), fondator și dirijor al Coralei Bărbătești „D.G. Kiriac“ (1967-2001). În calitate de compozitor, Emanoil Popescu a compus muzică pentru cor bărbătesc: Mai am un singur dor (versuri de Mihai Eminescu), Pe aceeași ulicioară (versuri de Mihai Eminescu), Primul vals (versuri de Emanoil Popescu), O, rămâi! (versuri de Mihai Eminescu),  Vestitorii primăverii (versuri de Vasile Alecsandri), Frunzuliță de negară, inspirată din folclorul muzical românesc. 
Sub bagheta sa dirijorală, timp de 44 de ani (1955-1999), Corala Bărbătească „D.G. Kiriac“ a susținut numeroase spectacole, a participat la turnee, competiții și festivaluri de muzică corală naționale și internaționale (Franța, Ungaria, Germania, Cehia, Bulgaria, Italia, Grecia, Spania și Portugalia), obținând importante premii, distincții și trofee.
Repertoriul Coralei Bărbătești „D.G. Kiriac“ include piese muzicale clasice, creații religioase dar și prelucrări din folclor: Doină și joc, de Augustin Bena; Mama de Ioan D. Chirescu; Revedere de D.G. Kiriac, Sârba de Constantin Brăiloiu; Bobocele și inele, de Ion Vidu; Bun rămas de Felix Mendelssohn Bartholdy; Fata de păstor, de T. Teodorescu; În poieniță, de Gheorghe Danga, dirijor al Corului Academic Radio; Mai am un singur dor, compoziție de Emanoil Popescu etc.
Pe 22 noiembrie 1999, dirijorul Emanoil Popescu se retrage de la conducerea Coralei Bărbătești „D.G. Kiriac“ printr-un spectacol de gală, organizat în Sala Mare a Teatrului Alexandru Davila din Pitești.

b.Corala, sub conducerea dirijorului George Paraschivescu
Din decembrie 1999, conducerea Coralei a fost preluată de George Paraschivescu. Membru al acestei formații corale din anul 1978, George Paraschivescu a absolvit cursurile Liceului de Muzică și Artă Plastică Dinu Lipatti din Pitești, Clasa de Violă, în anul 1975.  
Fondator și membru activ al Grupului de muzică folk P 600; dirijor al Corului mixt Gaudeamus al Casei de Cultură a Studenților din Pitești; din 1994, timp de câțiva ani, dirijor al Corului Catedralei Sfântu Gheorghe din Pitești, George Paraschivescu s-a implicat activ în viața muzicală argeșeană. George Paraschivescu a fost și membru-fondator și președinte al Asociației Culturale D.G. Kiriac (2004); membru fondator al Asociației Naționale Corale din România, dar și membru în cadrul Asociației Internaționale Europa Cantat (1991).
Repertoriul Coralei Bărbătești „D.G. Kiriac“ s-a îmbogățit, adăugându-se piese muzicale contemporane, dar și arii celebre din operele marilor compozitori (Giuseppe Verdi, Karl Maria von Weber, Ludwig van Beethoven):
- Conquest of paradise, de Vanghelis.
- Va, pansiero de Giuseppe Verdi.
- Ș-aseară, de Ion Vidu.
- La vergine degli Angeli, de Giuseppe Verdi.
- Vino, lele!, de Ion Vidu.
- Vedi! Le Fosche, de Giuseppe Verdi.
- Funiculi, funicula, de Luigi Denza.
- Corul Vănătorilor, de Karl Maria von Weber.
- Noel, de Adolphe Adams.
- Hava nagila, de Abraham Zevi Idelsohn.
- Pre Tine, Te Lăudăm!, de D.G. Kiriac.
- Vals Nr. 2, de Dmitri Shostakovich.
- Rugăciune, de D.G. Kiriac.
- Laudă nopții, de Ludwig van Beethoven.
- Doamne, buzele mele, de Gavriil Musicescu.
- Românul, de Ciprian Porumbescu.

În anul 2015, cu ocazia împlinirii a 60 de ani de la înființarea Coralei Bărbătești „D.G. Kiriac“ a fost lansat albumul discografic Corala D.G.Kiriac,1955-2015, a fost publicat volumul Trăim prin muzică-Corala D.G.Kiriac,1955-2015, autor George Paraschivescu, iar la Casa de Cultură a Sindicatelor din Pitești, membrii coralei au susținut un spectacol aniversar, alături de invitații lor. 

## Festivalul de Muzică Corală „D.G. Kiriac”
Festivalul de Muzică Corală „D.G. Kiriac” a fost inițiat, 30-31 mai 1970, de către Casa Creației Populare a Județului Argeș, cu sprijinul Casei Centrale a Creației Populare și al Ministerului Culturii, spre a onora memoria dirijorului Dumitru Georgescu Kiriac.
În fiecare an, conform regulamentului, Festivalul are loc la Pitești (muzica corală universală la Teatrul „Al. Davila” și Filarmonica din Pitești) și la Mănăstirea Curtea de Argeș (secțiunea de muzică sacră).

### Istoricul festivalului
Prima ediție a Festivalului de Muzică Corală „D.G. Kiriac” a avut loc în sala Teatrului „Al. Davila” din Pitești, în zilele de 30 și 31 mai 1970, bucurându-se de popularitate din partea publicului. Inițiativa acestui festival a aparținut Casei Creației Populare a Județului Argeș, cu sprijinul Casei Centrale a Creației Populare și al Ministerului Culturii, pe baza unui regulament-etalon în parteneriat cu Uniunea Generală a Sindicatelor din România și Uniunea Generală a Cooperativelor din România, elaborat la 23 martie 1970. La prima ediție au participat 20 de coruri mixte de voci egale și de cameră din 12 județe ale țării.
Începând cu 1992, la inițiativa Societății Culturale „Ars Nova”, festivalul a căpătat caracter internațional, fiind onorat de prezența unor coruri din: Belgia, Bulgaria, Franța, Germania, Grecia, Italia, Letonia, Iugoslavia, Israel, Olanda, Portugalia, Republica Moldova, Spania, S.U.A., Ucraina și Ungaria. De când festivalul are caracter internațional, l-au onorat cu prezența peste 150 de coruri din străinătate, din țară și din județul Argeș.